# World Games 2017/Teilnehmer (Costa Rica)
| Gelbes Symbol für Goldmedaillen mit stilisierten Olympischen Ringen | Graues Symbol für Silbermedaillen mit stilisierten Olympischen Ringen | Braundes Symbol für Bronzemedaillen mit stilisierten Olympischen Ringen |
| ------------------------------------------------------------------- | --------------------------------------------------------------------- | ----------------------------------------------------------------------- |
| —                                                                   | —                                                                     | —                                                                       |

Costa Rica nahm in Breslau an den World Games 2017 teil. Costa Rica nominierten mit Erick Tellez nur einen Sportler und stellte, neben 14 weiteren Nationen, damit eine der kleinsten Delegationen bei den Spielen.

## Teilnehmer nach Sportarten

### Billard
| Athleten     | Wettbewerb      | Achtelfinale | Achtelfinale | Viertelfinale | Viertelfinale | Halbfinale    | Halbfinale    | Finale / Platz 3 | Finale / Platz 3 | Rang          |
| Athleten     | Wettbewerb      | Gegner       | Ergebnis     | Gegner        | Ergebnis      | Gegner        | Ergebnis      | Gegner           | Ergebnis         | Rang          |
| ------------ | --------------- | ------------ | ------------ | ------------- | ------------- | ------------- | ------------- | ---------------- | ---------------- | ------------- |
| Männer       |                 |              |              |               |               |               |               |                  |                  |               |
| Erick Tellez | Dreiband Herren | Sameh Sidhom | 25:40        | ausgeschieden | ausgeschieden | ausgeschieden | ausgeschieden | ausgeschieden    | ausgeschieden    | ausgeschieden |